# Ayanda Denge
Ayanda Denge (1982 - 24 de março de 2019) foi uma mulher trans sul-africana sobrevivente do tráfico sexual. Foi defensora das pessoas trans, de sobreviventes do tráfico sexual e militou pela descriminalização do trabalho sexual. Foi presidente da task-force de Educação e Defesa de Trabalhadores do Sexo (SWEAT). 
Segundo ela, ser transgénero é enfrentar uma dose tripla de estigmatização e discriminação, em razão da identidade sexual, da natureza do próprio trabalho e da condição de portador de HIV. 

## Biografia
Denge pertencia à etnia xossa e cresceu na cidade de Port Elizabeth, no Cabo Oriental. Perdeu a mãe aos 12 anos e, com seus dois irmãos, ficou entregue à própria sorte. "Naquele verão, fui abusada sexualmente, em um banheiro público. Depois o homem me pagou, e eu descobri que aquilo era um jeito de sobreviver."
Começou a trabalhar em Joanesburgo e mais tarde em outras cidades da África Austral, incluindo Harare, Durban, Cidade do Cabo, Port Elizabeth e Victoria Falls. Foi trabalhadora do sexo por mais de 15 anos.
Denge trabalhou como coordenadora de divulgação do Movimento de Trabalhadores do Sexo de Sisonke (Sisonke) por dois anos.
Sempre como defensora de pessoas trans, profissionais do sexo e da descriminalização do trabalho sexual, Denge presidiu a task-force de Educação e Defesa de Trabalhadores do Sexo (SWEAT), . onde treinou 50 educadores comunitários e trabalhou como palestrante motivacional sobre "Consciencialização do cancro, HIV/SIDA e questões de defesa dos direitos humanos relacionadas ao trabalho sexual". Ela também trabalhou no projecto "Integrar - Redução do HIV/SIDA para Profissionais do Sexo" na TB/HIV CARE Association. Defendeu os direitos das pessoas portadoras de HIV e foi membro do SistazHood, o grupo de apoio aos direitos humanos e à saúde dos trabalhadores sexuais femininos transgênero da SWEAT.
Denge liderou a SWEAT durante o lançamento, em agosto de 2015, na Cidade do Cabo, da Coligação Asijiki pela Descriminalização do Trabalho Sexual. A organização inclui trabalhadoras do sexo, activistas e defensores e dos direitos humanos, e seu comité de direcção é integrado pelo Movimento de Trabalhadores do Sexo de Sisonke (Sisonke), pelo Centro Legal das Mulheres (WLC), pela task-force de Educação e Defesa de Trabalhadores do Sexo (SWEAT) e pelo Sonke Gender Justice. A organização visa, através da descriminalização, reduzir a vulnerabilidade das profissionais do sexo à violência e doenças e aumentar o seu acesso ao emprego, à saúde e à justiça.
Quando entrevistada pelo Daily Vox, durante a Conferência Internacional sobre a SIDA de 2016, em Durban, declarou: "Ser transgénero não é uma dose dupla, mas uma dose tripla de estigmatização e discriminação. Você é discriminado pela sua identidade sexual, você é discriminado pelo seu trabalho e você é discriminado por sua condição de portador de HIV." Na mesma ocasião, também se manifestou contra o abuso emocional e a brutalidade policial, denunciando a polícia por confiscar preservativos de trabalhadoras do sexo.  

### Vida pessoal
Denge viveu na Cidade do Cabo, África do Sul. Morou na rua por um período, antes de se mudar para um  antigo alojamento de enfermeiras (Helen Bowden Nurses' Home), no bairro de Green Point, uma área em processo de gentrificação. O prédio, pertencente ao governo provincial - que pretendia vendê-lo a empreendedores imobiliários -, havia sido ocupado, em 2017, pelo movimento de moradia Reclaim The City ('Reconquiste a Cidade'), que o renomeara Ahmed Kathrada House. Em fevereiro de 2019, Denge foi eleita líder da ocupação.

### Morte
Ayanda Denge foi assassinada em seu quarto, no dia 24 de março de 2019. Ela foi esfaqueada e abandonada no chão. Segundo relatos, o quarto estava trancado por fora, com um cadeado, e o prédio ficava completamente às escuras, à noite, pois a eletricidade havia sido cortada. Somente quando um dos líderes da ocupação espiou pela janela, é que viu o corpo de Denge no chão. Ela estava morando com alguém, que desapareceu após o assassinato.